# 危機
危機（英語：Crisis），指危险、困難的關頭、麻煩難解決的情況。

## 西方励志用法
在一些西方励志演讲或成功学言论中，演讲者通常会使用“在中文里，‘危机’一词由‘危险’和‘机会’组成”，试图用来说明在一个危机中既有危险也有机遇（crisis = danger + opportunity）。
这种用法最早可以追溯到1938年在华传教士的英文刊物中，但真正使它广泛传播是美国总统约翰·肯尼迪1959年和1960年的竞选演讲中的桥段：“在汉语中，‘危机’一词由两个字组成，一个代表危险，另一个代表机会。”从此，不少西方政客、商界人士、励志演讲者和教育者都会用这个桥段来激励人们抓住危机中的机遇，其中包括美国国务卿康多莉扎·赖斯在2007年一次中东和平协商中，美国前副总统阿尔·戈尔在他的书《一个难以忽视的真相》的引言中和诺贝尔和平奖获奖致辞中。近十年来，甚至有的中国人在和其他国家人士交流时，也会使用“汉语中‘危机’由‘机会’组成”的说法。
然而在语言学上，“危机=危险+机会”的理解是不尽正确的。汉学家梅维恒指出：这种用法是一种在英语使用者之中广泛传播的误解，“机”是一个高度多义的字，单独看该字时不应该简单地认为它就是“机会”的意思。另根据《新华字典》，“机”放在“危机”中时，字义是“事物发生、变化的枢纽”，“机会”则是前述字义的引申义之一，其还有另一个引申义，是“对事情成败有保密性质的事件”，例如“机密”。

## 危機列表

### 人类史
- 台灣海峽危機
- 台灣海峽飛彈危機
- 亞洲金融危機
- 波斯尼亞危機
- 柏林危机
- 能源危機
- 第一次石油危机
- 第一次摩洛哥危機
- 第二次石油危机
- 第二次摩洛哥危機
- 第三次石油危机
- 环球金融危机

### 科学史
- 軟件危機
- 數學危機

### 有关虚构危机事件的娱乐产品
- 生化危機
- 蟲蟲危機